# Museo da Pesca
El Museo de la Pesca, también conocido como Museo del Mar, es un museo ubicado en el castillo de San Carlos de Fisterra, uno de los baluartes defensivos de la Costa da Morte construido en el siglo XVIII para protegerse de los corsarios ingleses y franceses.

## Características
Inaugurado en 2006, el museo alberga un espacio expositivo relacionado con las artes pesqueras gallegas y está formado por paneles explicativos sobre embarcaciones tradicionales, caza de ballenas, pecios y todo tipo de utensilios marineros.